# 11772 Джейкоблемер
11772 Джейкоблемер (11772 Jacoblemaire) — астероїд головного поясу, відкритий 29 вересня 1973 року.
Тіссеранів параметр щодо Юпітера — 3,368.